# Pallacanestro alla XX Universiade
Il torneo di pallacanestro della XX Universiade si è svolto a Palma di Maiorca, in Spagna, nel 1999.

## Medagliere
| Posizione | Paese       |   |   |   | Totale |
| --------- | ----------- | - | - | - | ------ |
| 1         | Stati Uniti | 1 | 1 | 0 | 2      |
| 2         | Spagna      | 1 | 0 | 1 | 2      |
| 3         | Jugoslavia  | 0 | 1 | 0 | 1      |
| 4         | Russia      | 0 | 0 | 1 | 1      |
| Totale    | Totale      | 2 | 2 | 2 | 6      |